# Чо Чун И Варвара
 Чо Чун И Варвара или Варвара Чо (кор. 조증이 바르바라, 1782 г., Инчхон,  Корея — 29.12.1839  г., Сеул, Корея) — святая Римско-Католической Церкви, мученица.

## Биография
Чо Чун И Варвара родилась в 1782 году в городе Инчхон в корейской аристократической семье. В возрасте 16 лет вышла замуж за Себастьяна Нама. У них в браке родился сын, который умер в младенчестве. Во время преследований христиан в 1801 году многие родственники Варвары Чо приняли мученическую смерть, а её муж был вынужден скрываться и жить в изгнании. В возрасте 30 лет Варвара Чо переехала в Сеул, где она помогала своему кузену Павлу Чону в подготовке к поездке в Пекин, чтобы пригласить католических миссионеров в Корею. 
В 1832 году из ссылки вернулся муж Варвары Чо и они купили небольшой дом, который на некоторое время стал прибежищем для европейских миссионеров священников Пьер Мобана, Жака Шастана и епископа Лаврентия Эмбера. Этот дом также использовался для проведения католических богослужений. 
В июле 1839 года Варвара Чо была арестована и подвергнута пыткам с целью добиться от неё отречения от католичества. 29 декабря 1839 года она была казнена вместе с Магдаленой Хан, Петром Чхве, Елизаветой Чон, Варварой Ко, Магдаленой Ли и Бенедиктой Хён.   

## Прославление
Чо Чун И Варвара была беатифицирована 5 июля 1925 года Римским Папой Пием XI и канонизирована 6 мая 1984 года Римским Папой Иоанном Павлом II вместе с группой 103 корейских мучеников.
День памяти в Католической Церкви — 20 сентября.

## Источник
- Catholic Bishops’ Conference of Korea Newsletter No. 70 (Spring 2010) Архивная копия от 27 января 2013 на Wayback Machine  (англ.)